# 松平頼温
松平 頼温（まつだいら よりあつ） は、江戸時代後期の讃岐国高松藩の世嗣。

## 略歴
第10代藩主・松平頼胤の六男として誕生。
頼胤が隠居して養子・頼聰が第11代藩主となった翌年に生まれ、頼聰の養子となるが、のち廃嫡された。代わって頼聰の六男・頼親が嗣子となった。

## 栄典
- 1896年（明治29年）6月20日 - 従四位[2]